# Dirk Reinhardt (Autor)

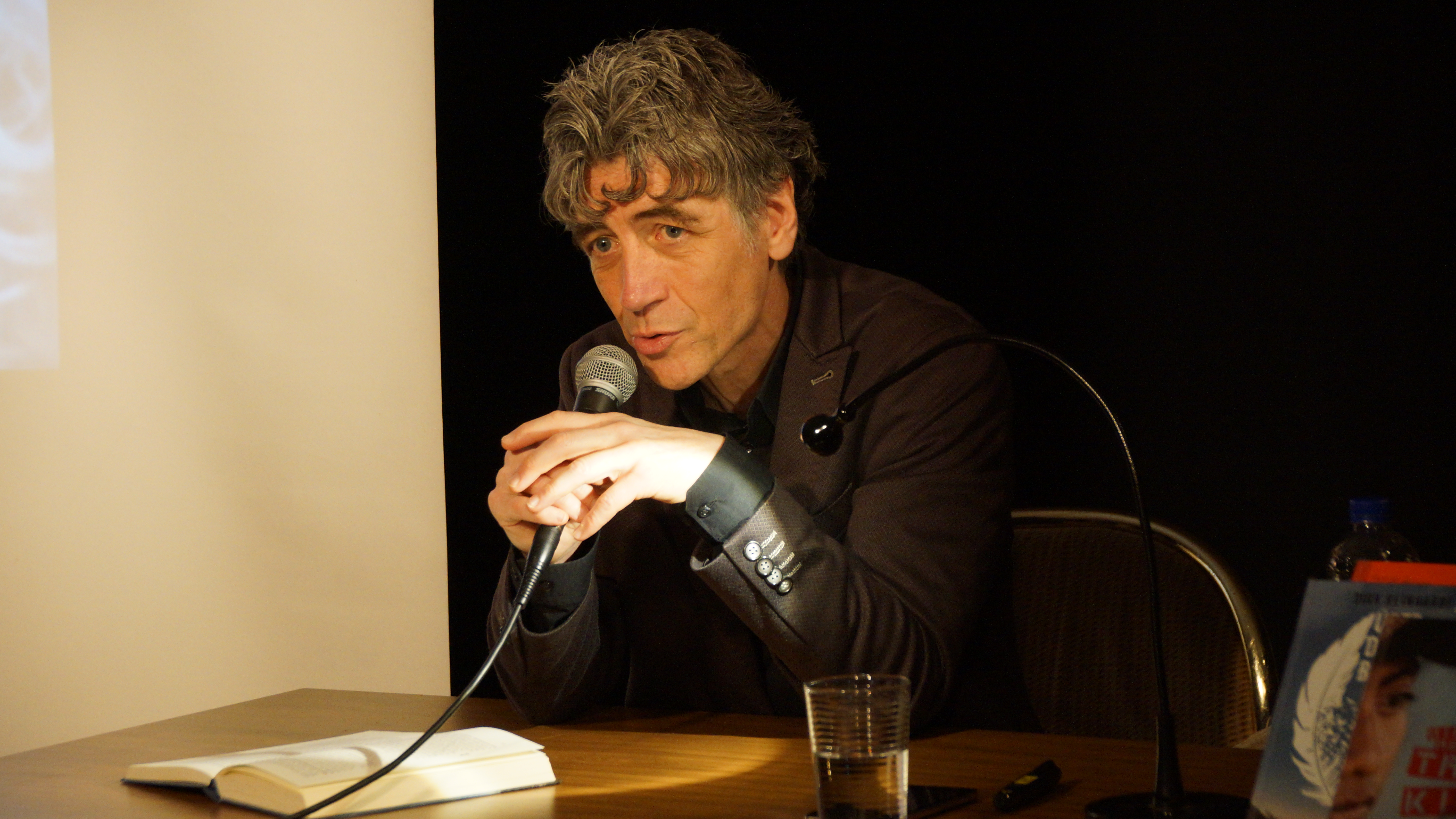
Dirk Reinhardt bei einer Lesung, 2019

Dirk Reinhardt (* 19. Mai 1963 in Bergneustadt) ist ein deutscher Kinder- und Jugendbuchautor.

## Leben
Dirk Reinhardt wuchs in einem Dorf in der Nähe von Gummersbach auf. Nach dem Abitur studierte er ab 1983 an der Universität Münster zunächst Germanistik und schloss 1991 sein Studium mit einer Promotion in Geschichtswissenschaft ab. Dirk Reinhardt war bis 1994 als wissenschaftlicher Mitarbeiter der Universität Münster beschäftigt. Danach arbeitete er als freier Journalist und Texter vor allem in den Bereichen Sozial- und Kulturmarketing. Seit 2012 ist er ganz als freier Schriftsteller tätig.
Anastasia Cruz – Die Höhlen von Aztlán ist das erste Kinderbuch von Dirk Reinhardt, dem die Fortsetzung Anastasia Cruz – Die Bücher des Thot ein Jahr später folgte. Sein Jugendroman Edelweißpiraten stützt sich auf Gespräche und Aufzeichnungen von Überlebenden, die in der Nazi-Zeit als Edelweißpiraten aktiv waren. Die Theaterfassung des Romans läuft am Comedia Theater in Köln. In seinem Jugendroman Train Kids befasst sich Dirk Reinhardt mit der Situation von jugendlichen Migranten und Migrantinnen, die mit Güterzügen in Mexiko unterwegs sind. Für seine Recherchen führte er in Mexiko längere Gespräche mit vielen der betroffenen Jugendlichen. In dem Roman Über die Berge und über das Meer wendet er sich zum zweiten Mal dem Thema Flucht und Migration zu. Basierend auf vielen Gesprächen mit jungen Geflüchteten, schildert der Roman die Flucht eines Mädchens und eines Jungen aus Afghanistan nach Deutschland. Der Roman Perfect Storm erzählt von den Erlebnissen einer Gruppe junger Hacktivisten und Hacktivistinnen, die die Menschenrechtsverletzungen zweier großer Konzerne an die Öffentlichkeit bringen und daraufhin zur Zielscheibe dieser Konzerne und des Geheimdienstes werden. Für den Roman recherchierte Dirk Reinhardt in der Hackerszene und im Darknet, für das folgende Projekt No Alternative dann in der Umwelt- und Klimaschutzszene. Der in Frankfurt spielende Roman schildert das Schicksal junger, aus dem Untergrund operierender Aktivisten und Aktivistinnen, ihre Überzeugungen, ihre Aktionen und den Widerhall, den sie in der Gesellschaft hervorrufen.
Ergänzend zu seinen Jugendromanen stellt Dirk Reinhardt Unterrichtsmaterialien zusammen.

## Werke
Romane
- Anastasia Cruz – Die Höhlen von Aztlán. Bloomsbury, 2009, ISBN 978-3-8270-5351-0.
- Anastasia Cruz – Die Bücher des Thot. Bloomsbury, 2010, ISBN 978-3-8270-5412-8.
- Edelweißpiraten. Roman. Aufbau Verlag, 2012, ISBN 978-3-351-04163-2.
- Train Kids. Gerstenberg Verlag, 2015, ISBN 978-3-8369-5800-4.
- Über die Berge und über das Meer. Gerstenberg Verlag, 2019, ISBN 978-3-8369-5676-5.
- Perfect Storm. Gerstenberg Verlag, 2021, ISBN 978-3-8369-6099-1.
- No Alternative. Gerstenberg Verlag, 2024, ISBN 978-3-8369-6295-7

Kinderbücher
- Gefahr am Schlangenfluss. Arena Verlag, 2016, ISBN 978-3-401-70647-4.
- Gefahr in der Gepardenschlucht. Arena Verlag, 2021, ISBN 978-3-401-71369-4

## Auszeichnungen
- 2009: »Buch des Monats Oktober 2009« der Kinderbuch-Couch für Anastasia Cruz – Die Höhlen von Aztlán[5]
- 2010: JuBu des Monats April 2010 für Anastasia Cruz – Die Höhlen von Aztlán
- 2011: Goldener Bücherpirat für Anastasia Cruz – Die Bücher des Thot[6]
- 2013: Buch des Monats März 2013 des Landesbildungsserver Baden-Württemberg für Edelweißpiraten[7]
- 2015: Aufnahme auf die monatliche Liste Die besten 7 Bücher für junge Leser für den März 2015 für Train Kids[8]
- 2015: Ernennung zum „Buch des Monats April 2015“ (Sparte Jugendbuch) durch die Deutsche Akademie für Kinder- und Jugendliteratur für Train Kids[9]
- 2015: Aufnahme auf die Empfehlungsliste „The White Ravens 2015“ der Internationalen Jugendbibliothek für Train Kids[10]
- 2016: Friedrich-Gerstäcker-Preis für Train Kids[11]
- 2016: Nominierung für den Deutschen Jugendliteraturpreis für Train Kids[12]
- 2016: Aufnahme auf die Empfehlungsliste für den Katholischen Kinder- und Jugendbuchpreis für Train Kids[13]
- 2017: Nominierung für den Preuschhof-Preis für Kinderliteratur für Gefahr am Schlangenfluss[14]
- 2018: Protagonista Jove (Katalanischer Jugendliteraturpreis) für Train Kids[15]
- 2019: Ernennung zum „Buch des Monats Mai 2019“ (Sparte Jugendbuch) durch die Deutsche Akademie für Kinder- und Jugendliteratur für Über die Berge und über das Meer[16]
- 2019: Empfehlung Jugendbuch beim Luchs des Monats Mai 2019 (DIE ZEIT und Radio Bremen) für Über die Berge und über das Meer[17]
- 2020: Nominierung für den Deutschen Jugendliteraturpreis für Über die Berge und über das Meer[18]
- 2021: Empfehlung Jugendbuch beim Luchs des Monats Mai 2021 (DIE ZEIT und Radio Bremen) für Perfect Storm[19]
- 2022: Friedrich-Glauser-Preis – „Bester Jugendkrimi“ für Perfect Storm[20]
- 2022: LeseLenz-Preis der Thumm-Stiftung für Junge Literatur für das Gesamtwerk[21]
- 2022: Bad Harzburger Jugendliteraturpreis "Eselsohr" "für Perfect Storm"[22]
- 2022: Die Goldene Leslie "für Perfect Storm"[23]
- 2024: Aufnahme auf die monatliche Liste Die besten 7 Bücher für junge Leser für den Oktober 2024 für No Alternative[24]
- 2025: Nominierung für den Deutschen Jugendliteraturpreis in der Kategorie Jugendjury für No Alternative[25]

## Rezeption

### Anastasia Cruz: Die Höhlen von Aztlán
„Dirk Reinhardts Debütroman liest sich faszinierend. […] Durch die Augen seiner Protagonistin nimmt die Vergangenheit, wenn auch zunächst nur in Erzählungen, Gestalt an. Dabei erfährt der Leser sehr viel interessante Fakten über die blutige Eroberung Mittelamerikas durch die marodierenden Conquistadores, aber auch über das Leben im heutigen Mexiko. […] Insgesamt ein Jugendbuch, das seine Leser nicht nur spannend unterhält, sondern auch viel Wissenswertes vermittelt und dabei immer auch die speziellen Probleme der Jugendlichen im Auge behält.“ Phantastik-News (Carsten Kuhr)

### Anastasia Cruz: Die Bücher des Thot
„Die Bücher des Thot [ist] ein wunderbares Jugendbuch, das die Begeisterung von historischer Forschung zu vermitteln vermag, ohne dafür ein historisches Setting bemühen zu müssen. Es bleibt mit seiner neugierigen, jungen Hauptfigur so nah am Leser wie möglich, so dass sowohl Mädchen als auch Jungen sich mit ihr gut identifizieren können. Anastasia Cruz sticht durch seine geistreiche, fantasievolle Aufmachung aus der Menge der Abenteuerliteratur klar heraus.“ Litlog – Göttinger eMagazin für Literatur, Kultur, Wissenschaft (Rüdiger Brandis)

### Edelweißpiraten
„Edelweißpiraten ist eine unglaublich spannende Geschichte über jugendliche Widerstandskämpfer, die sich, gestützt auf ihren Freiheitsdrang und ihr Zusammengehörigkeitsgefühl, mit einem brutalen Regime anlegten, ohne die grausamen Konsequenzen zu scheuen. Dirk Reinhardt möchte nicht, dass die Geschichte der Jungen und Mädchen, die so viel Mut bewiesen und eine Menge Rückgrat gezeigt haben, vergessen wird. Mit Edelweißpiraten hat er seinen großartigen Teil dazu beigetragen.“ Junges Buch (Bianka Boyke)
„Das Erzählen auf zwei Zeitebenen, das Dirk Reinhardt für sein Buch gewählt hat, erweist sich als adäquates Mittel, den Lesern die Geschichte der Edelweißpiraten durch die Authentizität eines Tagebuchs hautnah zu vermitteln und zugleich auf der Gegenwartsebene durch die Gespräche Daniels mit dem alten Mann eine Reflexionsebene einzuziehen, die zum Nachdenken und zur seelischen Verarbeitung des Gelesenen Hilfe bietet. Dadurch werden auch die jungen Leser von heute mit dem z. T. brutalen und unmenschlichen Geschehen nicht allein gelassen.“ Volkacher Bote – Zeitschrift der Deutschen Akademie für Kinder- und Jugendliteratur (Günter Lange)
„Der historisch sehr gut recherchierte Roman, der, auch wenn die Figuren fiktiv sind, auf tatsächlichen Ereignissen fußt, stellt ein eindrucksvolles Zeugnis von Zivilcourage und Widerstand dar, zeigt aber auch sehr klar, wie schwierig es war, im Terror-System des Dritten Reiches gegen die Passivität der Masse anzukämpfen. Unbedingt lesen!“ Jugendschriftenausschuss des Bayerischen Lehrer- und Lehrerinnen-Verbandes (Heidrun Scharrer)

### Train Kids
„Reinhardt, Historiker und Germanist, versteht es großartig, nicht allein überaus fesselnd zu erzählen; er kommt in seinem nicht nur für Jugendliche empfehlenswerten Roman dem Ideal der sprachlichen Kongruenz von Form und Inhalt nahe. […] Insgesamt liegt hier ein überaus gehaltvoller, großartig sprachlich spannend wie kunstvoll erzählter Jugendroman zu einem der brennendsten Probleme unserer Zeit vor, den man nur jeder/jedem uneingeschränkt empfehlen kann.“ 1000 und 1 Buch – Das österreichische Magazin für Kinder- und Jugendliteratur (Franz Derdak)
„Dirk Reinhardt ist nach Mexiko gereist, um vor Ort zu recherchieren. Seine Beobachtungen und Erlebnisse verarbeitet er in einer mitreißenden Flüchtlingsgeschichte um fünf Jugendliche, die versuchen, die mehr als zweieinhalbtausend Kilometer auf Güterzügen zu überwinden, um ihre Eltern in den USA zu suchen. […] Train Kids ist ein packendes Stück Flüchtlingsliteratur, authentisch und ergreifend. Nicht nur für Jugendliche.“ Amnesty Journal
„Insofern liefert der Autor drastische, realistische Einblicke in die Migrationsszene des amerikanischen Kontinents, vermittelt dabei Verständnis für diese nicht legalen Einwanderungsströme und deutet an, dass der Bau immer perfekterer Grenzzäune dieses Problem keinesfalls lösen kann, sondern nur eine Verbesserung der sozialen Lage in den Herkunftsländern. Eine Einsicht, die auch auf unsere Wanderbewegungen zutreffen. Die Lektüre ist also gleichermaßen spannend, global zutreffend und lehrreich.“ Bundesverband Leseförderung
„Train Kids verbindet ein aktuelles Thema mit einer sehr spannenden Geschichte und vielen authentischen Schilderungen Mexikos. Geschickt kombiniert der Autor Gegenwart und Vergangenheit, Action und Erinnerungen. Man hört, sieht und spürt förmlich das endlose Rattern der Züge, den Fahrtwind und die Sterne am Nachthimmel. Aber auch die Angst, die Verzweiflung und die nie endende Hoffnung der Jugendlichen. All das grandios erzählt in eindrucksvollen, auch mal leise pathetischen Bildern.“ Deutschlandradio (Sylvia Schwab)
„Der fragwürdige Reiz von Dystopien und drastischen Psychothrillern hat in letzter Zeit den Diskurs über Jugendliteratur mitgeprägt. Dieser Roman ist härter; nicht weil er darauf abzielt, sondern weil er von einer harten Wirklichkeit erzählt.“ Neue Zürcher Zeitung am Sonntag (Hans ten Doornkaat)
„Das Buch entstand auf der Grundlage zahlreicher Gespräche, die der Autor mit echten train kids geführt hat: Jugendlichen, die versuchen, Mexiko auf Güterzügen zu durchqueren. Und deshalb ist diese Geschichte ebenso schonungslos wie wahrhaftig. […] Junge Leser (und nicht nur sie) werden anschließend einen anderen Blick auf Ereignisse haben, von denen sie täglich in den Nachrichten hören – denn hier bekommen nüchterne Zahlen ein menschliches Gesicht.“ Stiftung Lesen
„Eigentlich geht es auf den gut 300 Seiten nur um eine Eisenbahnfahrt vom guatemaltekischen Grenzfluss Rio Suchiate bis zum Rio Bravo, der in den USA Rio Grande heißt. Doch wie in einem spannenden Road Movie, in dem es ja auch oft um gefährliche Ziele geht, die in der Ferne liegen, ist die Lektüre von der ersten bis zur letzten Seite fesselnd.“ Süddeutsche Zeitung (Ralf Husemann)
Reinhardt bekam für den Roman eine Nominierung für den Deutschen Jugendliteraturpreis 2016 sowie den Preis der Jugendjury.

### Über die Berge und über das Meer
„Dirk Reinhardt erzählt die Geschichte der beiden jungen Flüchtlinge, die sich auf der Flucht nur kurz begegnen, einfühlsam und schonungslos zugleich. Beide kommen gut an ihrem Ziel an, aber die Lektüre vermittelt eine Ahnung davon, wie schwer es ist, die Heimat, die Familie und die Freunde zu verlassen, um sich zu einem unbekannten Ziel aufzumachen. Ein wichtiges Buch, das hoffentlich viele Leser findet.“ Buchmarkt
„Dirk Reinhardt […] übernimmt in seinem neuen Roman als literarisches Vorbild die traditionelle arabische Erzählkunst, um den Kulturschock der Flüchtlinge begreifbar zu machen. […] Der Autor nimmt sich wie ein orientalischer Erzähler viel Zeit, die Fluchtroute der Jugendlichen mit allen Gefahren zu verfolgen, und lässt die Geschichte wie ein arabisches Märchen enden. Für die parallel geführten Handlungsstränge greift Reinhardt auf reale Erlebnisse von Flüchtlingen zurück, die er zu einer dramatischen wie abenteuerlichen Odyssee fiktionalisiert.“  Der Deutschunterricht (Roswitha Budeus-Budde)
„Über die Berge und über das Meer erzählt die Odyssee zweier Flüchtlinge, verwoben mit deren Liebesgeschichte. Dirk Reinhardt schreibt abwechselnd aus der Perspektive Sorayas und Tareks, und das packend und voller Details. Er hat intensiv recherchiert, und das spürt man. Glaubwürdig nimmt er einen in Situationen mit, die der autochthone Europäer sich kaum vorstellen kann: ständig gehetzt, unbehaust, ausgeliefert, mit nichts außer dem nackten Leben und den eigenen Fähigkeiten.“ Falter (Gerlinde Pölsler)
„Wie schon in den Train Kids zeigt sich Dirk Reinhardt als Meister der unaufgeregten, feinsinnigen Erzählkunst, entfaltet erneut eine akribisch recherchierte Fluchtgeschichte, die durch Authentizität, sensible Figurenkonzeption und atmosphärische Dichte in den Raumdarstellungen überzeugt. […] Reinhardt erschafft Spannung, ohne je reißerisch zu sein. Er verzichtet auf schnelle Handlungsstränge, sondern setzt vielmehr auf poetisch verdichtete Beschreibungen von Schauplätzen und Figuren.“ Kirsten Kumschlies für Kinder- und Jugendmedien
„Allen, die glauben, Migranten würden so einfach ihre Heimat aufgeben, sei dieses Buch empfohlen. Es gibt tiefe Einblicke in die afghanische Gesellschaft und die vielen Wunden, die Land und Menschen nach 40 Jahren Krieg erlitten haben und die viele zur Flucht treiben. Ein wichtiger Beitrag zum Verständnis von Migranten und Migration, ohne allzu unrealistische Beschönigung.“ (Lotte Schüler)
„Was am Roman zuallererst auffällt, ist die wohltuende Behutsamkeit, mit der Reinhardt von den Erfahrungen seiner beiden Protagonisten erzählt […] Reinhardts Ton ist nie reißerisch, wenn er von unsäglichen Strapazen schreibt, von glücklichen Zufällen, von Katastrophen, von der Abhängigkeit von kriminellen Schleuserbanden, von Geschäftemachern, von abgestumpften Fluchthelfern, aber auch von unerwarteten Begegnungen mit hilfsbereiten Menschen.“  Süddeutsche Zeitung (Siggi Seuss)
Nominierung für den Deutschen Jugendliteraturpreis 2020, Preis der Jugendjury

### Perfect Storm
„Dirk Reinhardt bedient in Perfect Storm verschiedene Text-Genres und Stile gleichzeitig: Mail, Chat, Verschriftungen von Tonaufnahmen. Form und Inhalt, die Story und ihr Stil sind genau so schnell wie die Ereignisse, die über die Hackerhelden hereinbrechen. Anstrengend? Bloß ein Thriller? Nein, sehr gegenwärtig.“ Süddeutsche Zeitung (Bernd Graff)
„Ein beeindruckendes Werk über (Doppel-)Moral, Recht und Gerechtigkeit, menschliche Abgründe und unerschütterlichen Idealismus.“ Münchner Merkur (Nina Daebel)
„Dirk Reinhardt erzählt über fast 400 Seiten eine unglaublich spannende Geschichte aus der realen Welt jugendlicher Hacker, die sich mit Großkonzernen anlegen (hier schimmert das uralte Motiv ‚Klein gegen Groß‘ auf), verdeutlicht aber immer wieder seine eigentliche Botschaft: Ist unsere Wirtschaft wirklich an ethischen Grundfragen interessiert? […] Dem Autor ist formal, inhaltlich und sprachlich ein großer Roman gelungen, der seine Botschaft ohne ‚pädagogischen Zeigefinger‘ wertfrei aber eindeutig engagiert präsentiert.“ Arbeitsgemeinschaft Jugendliteratur und Medien (Walter Mirbeth)
„Sechs Jugendliche, sechs Kontinente, sechs Leben. Kennenlernen: online. Sie beschließen, Menschenrechtsverletzungen zu leaken. Doch dabei sind mächtige Länderinteressen gestört und ein junger Agent ist den Hackern auf den Fersen. Ein hochbrisanter, komplexer, aber extrem fesselnder Politthriller, der die Frage stellt, wo die Grenzen für moralisches Handeln liegen, und das jugendliche Unverständnis gegenüber der Schieflage der Welt thematisiert.“ boys & books (Barbara Reidelshöfer)
„Dirk Reinhardt entwirft einen sehr spannenden und vielschichtigen Jugendroman. Er erzählt auf verschiedenen Zeitebenen, verwendet mit Chatprotokollen, Mailverkehr, Zeitungsmeldungen oder NSA-Dossiers unterschiedliche Textsorten, so dass Leser/-innen verschiedene Perspektiven einnehmen können. Wer setzt hier wann welche Mittel ein, um Ziele zu erreichen? Was ist moralisch, was ist rechtlich vertretbar? Welche Grenzen werden überschritten? Wenn man sich einmal auf die zahlreichen Figuren eingelassen hat, kann man sich der David gegen Goliath-Handlung kaum entziehen. Trotz oder gerade auch wegen der Netzaffinität sehr real. Sehr aktuell und sehr politisch.“ Borromäusverein (Anna Winkler-Benders)
„Dirk Reinhardt ist auch diesmal ein besonderes Buch gelungen. „Perfekt Storm“ ist ein Jugendroman für computerbegeisterte Jugendliche, für Lesemuffel, die man aber über die Thematik mal zu einem Buch bringen kann. Wie sich darin sechs Jugendliche gegen Konzerne und ihre dunklen Machenschaften wenden, mag ein bisschen übertrieben dargestellt sein, aber es ist mehr als unterhaltsam inszeniert. Und seit Julian Assange und Edward Snowden, um nur die derzeit zwei bekanntesten Geheimdienst-Leaker zu nennen, wissen wir ja, dass bei Konzernen und Geheimdiensten immer wieder so einiges aus dem Ruder läuft.“ Jugendbuchtipps (Ulf Cronenberg)
„Reinhardts Roman lässt sich in vielerlei Hinsicht als außergewöhnlich und innovativ bezeichnen und ist demnach uneingeschränkt empfehlenswert für Jugendliche ab 14 Jahren, wenngleich der Text mit seinen Montageverfahren von jugendlichen Leserinnen und Lesern hohe Lese- und literarische Verstehenskompetenzen einfordert. Es gilt nicht nur, einen langen Leseatem zu haben, sondern zunächst auch Brüche in der Handlung, Ana- und Prolepsen auszuhalten. Keine leichte Kost, aber summa summarum: richtig gut!“ Kinder- und Jugendmedien (Kirsten Kumschlies)

### No Alternative
„Ein spannender, rastloser und stellenweise drastischer Jugendroman, sprachlich schnörkellos und mit glaubhaften Figuren präsentiert er große Fragen, speist aber nicht mit einfachen Antworten ab.“ Stiftung Lesen
„Mit seinem neuen Jugendroman „No Alternative“ legt Autor Dirk Reinhardt den Finger direkt in die Wunde und spricht eines der wichtigsten Themen der Zeit an: die Umweltzerstörung und die Klimakatastrophe. Unbeschönigt und mit harten Fakten beschreibt er, was wir unserem Planeten antun, und wirft dabei die Frage auf: Wenn Menschen mit Gewalt die Erde zerstören, ist es dann nicht auch legitim, die Erde mit Gewalt zu verteidigen?“ Augsburger Allgemeine (Jana Völkl)
„Äußerst spannend und zugleich einfühlsam schildert Reinhardt in seinem aktuellen Roman mit wechselnden Stimmen die Ereignisse und stellt darin die Dringlichkeit und Legitimität des Widerstandes angesichts der Klimakatastrophe zur Diskussion.“ taz (Eva-Christina Maier)
„Der Roman verdeutlicht, dass Radikalität oft eine Frage der Perspektive ist, und überlässt es schließlich den Leser:innen, ihren eigenen Standpunkt im Spannungsfeld zwischen ethischen, rechtlichen und moralischen Fragen zu finden. „No Alternative“ ist ein spannender und lebendiger Roman, der dazu anregt, sich differenziert mit einer der drängendsten Fragen unserer Zeit auseinanderzusetzen.“ Buch und Maus (Carlotta Binder)
„Es ist zweifellos couragiert, ein solch ebenso aktuelles wie virulentes Thema wie die Klimabewegung in einem Jugendbuch aufzugreifen und mit einer packenden Geschichte zu verbinden. Wäre Reinhardt näher an den Zielen und Aktionen der reellen Akteure geblieben, wäre der Gewinn für junge Leser jedoch größer gewesen.“ Süddeutsche Zeitung (Sebastian Jutisz)
„Der vielschichtige Roman ist spannend wie ein Thriller, wühlt auf und hallt lange nach. Denn er wirft unbequeme Fragen auf und zwingt einen, nachzudenken über Richtig und Falsch sowie Tatenlosigkeit angesichts der Erderhitzung.“ NZZ am Sonntag (Andrea Lüthi)
„No Alternative ist ein spannender Weckruf, dass Umweltbewusstsein und Klimaschutz gehört werden müssen. Nach Migration, Flucht und Cyberkriminalität greift Reinhardt wieder ein gesellschaftlich relevantes Thema auf, wobei nichts beschönigt wird und seine jungen Figuren Empathie erwecken.“ Eselsohr (Marion Hübinger)